# Roompot Oranje Peloton/Saison 2015
Diese Liste beschreibt die Mannschaft und die Erfolge des Radsportteams Roompot Oranje Peloton in der Saison 2015.

## Saison 2015

### Erfolge in der UCI Europe Tour
In den Rennen der Saison 2015 der UCI Europe Tour gelangen die nachstehenden Erfolge.
| Datum        | Rennen                     | Kat. | Sieger             |
| ------------ | -------------------------- | ---- | ------------------ |
| 21. August   | 4. Etappe Tour du Limousin | 2.1  | Maurits Lammertink |
| 21. August   | Arnhem–Veenendaal Classic  | 1.1  | Dylan Groenewegen  |
| 5. September | Brussels Cycling Classic   | 1.HC | Dylan Groenewegen  |

### Team
| Fahrer              | Geburtsdatum      | Nationalität | Team 2014                                  |
| ------------------- | ----------------- | ------------ | ------------------------------------------ |
| Jesper Asselman     | 12. März 1990     | Niederlande  | Metec-TKH Continental Cyclingteam          |
| Huub Duyn           | 1. September 1984 | Niederlande  | Cyclingteam de Rijke                       |
| Etienne van Empel   | 14. April 1994    | Niederlande  | Rabobank Development Team                  |
| Sjoerd van Ginneken | 6. November 1992  | Niederlande  | Metec-TKH Continental Cyclingteam          |
| Brian van Goethem   | 16. April 1991    | Niederlande  | Metec-TKH Continental Cyclingteam          |
| Dylan Groenewegen   | 21. Juni 1993     | Niederlande  | Cyclingteam de Rijke                       |
| Reinier Honig       | 28. Oktober 1983  | Niederlande  | Team Vorarlberg                            |
| Johnny Hoogerland   | 13. Mai 1983      | Niederlande  | Androni Giocattoli-Venezuela               |
| Tim Kerkhof         | 13. November 1993 | Niederlande  | Etixx                                      |
| Michel Kreder       | 15. August 1987   | Niederlande  | Wanty-Groupe Gobert                        |
| Raymond Kreder      | 26. November 1989 | Niederlande  | Garmin Sharp                               |
| Wesley Kreder       | 4. November 1990  | Niederlande  | Wanty-Groupe Gobert                        |
| Maurits Lammertink  | 31. August 1990   | Niederlande  | Cyclingteam Jo Piels                       |
| André Looij         | 25. Mai 1995      | Niederlande  | Rabobank Development Team                  |
| Marc de Maar        | 15. Februar 1984  | Niederlande  | UnitedHealthcare Professional Cycling Team |
| Ivar Slik           | 27. Mai 1993      | Niederlande  | Rabobank Development Team                  |
| Mike Terpstra       | 24. April 1987    | Niederlande  | Croford                                    |
| Berden de Vries     | 10. März 1989     | Niederlande  | Cyclingteam Jo Piels                       |